# Дом Делуїз
Домінік Делуїз (англ. Dominick DeLuise; 1 серпня 1933, Бруклін — 4 травня 2009, Санта-Моніка) — американський комедійний актор, режисер, кінопродюсер, телеведучий та кулінар.

## Біографія
Народився у Брукліні в італійській родині. Закінчив університет Тафтса в штаті Массачусетс.
З 1961 року почав виступати на сцені. Починаючи з 1964 року почав зніматись у телесеріалах, повнометражних фільмах, а також озвучувати мультфільми. Його партнером на знімальному майданчику часто ставав Берт Рейнольдс.
Дом захоплювався кулінарією, вів декілька кулінарних ток-шоу і радіопередач, а також написав декілька кулінарних книжок.
У 1965 році одружився з театральною акторкою Керол Артур, мав трьох дітей — Пітер (1966 р.н.), Майкл (1969 р.н.) та Девід (1971 р.н.). Усі троє стали акторами.
Помер від ниркової недостатності (за іншими даними — від цукрового діабету) в лікарні міста Санта-Моніка. Похований на цвинтарі Голгофа в Квінзі.

## Фільмографія
- 1964 — «Збій системи безпеки» — сержант Коллінз
- 1970 — «Дванадцять стільців» — панотець Федір
- 1971 — «Хто такий Гаррі Келлерман і чому він говорить про мене жахливі речі?» — Ірвін Марсі
- 1974 — «Виблискуючі сідла» — Бадді Бізарр
- 1977 — «Великий герой-коханець» — Адольф Зіц
- 1980 — «Товстун» — Домінік Денаполі
- 1980 — «Поліцейський та бандит 2» — Док
- 1981 — «Перегони «Гарматне ядро»» — Віктор Принцим / Капітан Хаос
- 1982 — «Найкращий маленький бордель в Техасі» — Мелвін П. Торп
- 1984 — «Перегони «Гарматне ядро» 2» — Віктор Принцим / Капітан Хаос
- 1986 — «Американський хвіст» — Тигр (голос)
- 1987 — «Таксист у Нью-Йорку» — капітан Фавретто
- 1987 — «Космічні яйця» — Піца Хат (голос)
- 1988 — «Олівер і Компанія» — Фегін (голос)
- 1989 — «Усі собаки потрапляють до раю» — Чухлик (голос)
- 1990 — «Божевільна історія» — містер Бі
- 1991 — «Американський хвіст 2» — Тигр (голос)
- 1995 — «Непохитний олов'яний солдатик» (серіал) — містер Фелон
- 1996 — «Усі собаки потрапляють до раю 2» — Чухлик (голос)
- 1998 — «Усі собаки святкують Різдво» — Чухлик (голос)
- 1999 — «Маленький геній» — Ленні
- 2004 — «Жіноча п'єса» — Гебрієл